# 京都女子大学の人物一覧
京都女子大学の人物一覧（きょうとじょしだいがくのじんぶついちらん）は、京都女子大学に関係する人物の一覧記事である。

## 著名な教職員

### 学長
- 田村実造
- 瓜生津隆真
- 小田義彦
- 濱島義博
- 川本重雄（2009年 - 2014年）
- 林忠行（2014年 - 2020年）
- 竹安栄子（2020年 - ）

### 文学部
- 澤瀉久孝
- 石田憲次
- 有馬道子
- 浅野三平
- 井手至
- 中村紘一（英文学科教授）
- 檀上寛（史学科教授）

### 発達教育学部
- 岡田純也（名誉教授）
- 石附実
- 田隅靖子（教育学科教授）
- 安村好弘（教育学科教授）
- 川勝泰介（児童学科教授）

### 現代社会学部
- 小波秀雄（現代社会学科教授）
- 初瀬龍平（現代社会学科教授）
- 林忠行（現代社会学科教授）
- 坂爪聡子（現代社会学科教授）
- 西尾久美子（現代社会学科教授）
- 亘明志（現代社会学科教授）
- 諏訪亜紀 (現代社会学科教授)

### 宗教・文化研究所
- 野口実（教授）

## OG

### 政界
- 土井たか子（元日本社会党委員長、元社会民主党党首、第68代衆議院議長）
- 高木佳保里（日本維新の会参議院議員）
- 伊豆美沙子（福岡県宗像市長）

### 研究者・学者
- 東海由紀子（元スポーツキャスター、昭和女子大学客員教授）
- 森西真弓（元「上方芸能」編集長、大阪樟蔭女子大学名誉教授）
- 赤瀬美穂（元京都産業大学情報センター長、元甲南大学特任教授）

### 文学
- 山崎豊子（小説家）※直木賞受賞
- 幸田真音（小説家）
- 河野裕子（歌人）
- 夏井いつき（俳人）
- 山中智恵子（歌人）
- 池田はるみ（歌人）
- 番長みるく（フリーライター）
- 井上理津子(ノンフィクションライター）

### 芸能
- 中村玉緒（女優）
- 南かおり（タレント）
- 松永玲子（女優）
- 各務恵理菜 （タレント）
- 立花理香（声優・タレント）
- 辻奈々（ミュージカル俳優）
- 片山由香（女優）
- 築山可奈（タレント）
- 高塚純（ナレーター）
- 柴田幸子（タレント）
- 小幡昭子（声優）

### マスコミ
- 児島令子 - コピーライター
- 竹下佳奈 - フリーアナウンサー、元山陰中央テレビアナウンサー
- 久保亜希子 - 元北陸朝日放送アナウンサー
- 栗本法子 - 元NHK契約キャスター
- 海野紀恵 - フリーアナウンサー、元愛媛朝日テレビ・山梨放送アナウンサー
- 福田布貴子 - 元福井テレビアナウンサー
- 山神明理 - 気象予報士
- 高島裕子 - 元フリーアナウンサー、元NHK契約キャスター
- 矢作麗 - フリーアナウンサー
- 大堀結衣 - フリーアナウンサー、元愛媛朝日テレビ・北海道放送アナウンサー
- 中谷萌 - 福岡放送 (FBS) のアナウンサー

### スポーツ
- 山本由紀（極真空手選手）